# Йемане Цегай
Йемане Адхане Цегай — эфиопский бегун на длинные дистанции, который специализируется в марафоне. На чемпионате мира 2009 года занял 4-е место с результатом 2:08.42. На Дубайском марафоне 2012 года занял 10-е место с результатом 2:06.29.

## Достижения
- Победитель марафона в Макао 2008 года — 2:15.06
- 3-е место на марафоне в Касабланке 2009 года — 2:13.29
- 2-е место на марафоне в Марракеше 2010 года — 2:10.48
- 2-е место на Пражском марафоне 2010 года — 2:07.11
- Победитель марафона в Тайбэе 2011 года — 2:10.24
- Победитель Роттердамского марафона 2012 года — 2:04.48

2 февраля 2014 года занял 5-е место на Полумарафоне Маругаме с результатом 1:02.29. 20 апреля 2015 года финишировал 2-м на Бостонском марафоне — 2:09.48.